# Seven Arcs
Seven Arcs Co.,Ltd (株式会社セブン・アークス, Kabushiki gaisha Sebun Ākusu), aussi connu comme Seven Arcs Pictures, est à la fois un studio d'animation et une maison de production d'anime japonais et filiale de Tokyo Broadcasting System Holdings depuis 2018. Le premier studio est créé le 31 mai 2002 par d'anciens membres du personnel de Pierrot et est connu pour la franchise créée autour de sa première série télévisée d'animation, Magical Girl Lyrical Nanoha, en 2004. La société a produit un certain nombre d'autres séries télévisées et films d'animation.

## Historique
Le 7 avril 2000, Arcturus Inc. (有限会社アークトゥールス, Yūgen gaisha Ākutoūrusu) est fondé par Osamu Uemura avec Ryō Yasumura, Kazunori Mizuno et Keizō Kusakawa qui étaient réalisateurs au Studio Pierrot. En 2002, ils ont entamé la production du film 6 Angels (en), d'après un concept initial de Yasushi Akimoto, et dans l'intention de se lancer dans la production de série télévisée, l'entreprise affiliée Seven Arcs Co., Ltd. a été créée le 31 mai de la même année dans le quartier de Kōenji au sein de l'arrondissement de Suginami à Tokyo.
Seven Arcs se lance véritablement dans la production de séries télévisées d'animation avec sa première production originale en 2004, Magical Girl Lyrical Nanoha.
Le 23 avril 2012, la filiale Seven Arcs Pictures Co., Ltd. (株式会社セブン・アークス・ピクチャーズ, Kabushiki gaisha Sebun Ākusu Pikuchāzu) a été créée à laquelle le département d'animation de Seven Arcs y a été transférée. Les principales activités de Seven Arcs sont alors la planification, la production et la gestion de ses propriétés intellectuelles.
Le 26 décembre 2017, Tokyo Broadcasting System Holdings (TBSHD) a annoncé qu'elle ferait d'Arcturus, la société holding du Seven Arcs Group, une filiale consolidée dont toutes les actions émises d'Uemura ont été rachetées. Cela marque les débuts du renforcement des activités d'animation du groupe TBS, avec les chaînes TBS et BS-TBS. Seven Arcs Group rejoint TBSHD en 2018.
Annoncé dans le 99e numéro spécial du Kanpō (ja) (le journal officiel de l'État du Japon), paru le 26 août 2019, Seven Arcs Pictures, Seven Arcs et Arcturus ont fusionné le 1er octobre 2019, devenant ainsi l'unique société Seven Arcs.

## Productions

### Séries télévisées
| Année | Titre                                    | Dates de 1re diffusion | Dates de 1re diffusion | Nb. éps. | Notes |
| Année | Titre                                    | Début                  | Fin                    | Nb. éps. | Notes |
| ----- | ---------------------------------------- | ---------------------- | ---------------------- | -------- | --- |
| 2004  | Magical Girl Lyrical Nanoha              | 1er octobre 2004       | 24 décembre 2004       | 13       | Projet original réalisé par Akiyuki Shinbo.                                                                     |
| 2005  | Magical Girl Lyrical Nanoha A's          | 2 octobre 2005         | 25 décembre 2005       | 13       | Suite de Magical Girl Lyrical Nanoha.                                                                           |
| 2006  | Inukami!                                 | 5 avril 2006           | 27 septembre 2006      | 26       | Basée sur la série de light novel écrite par Mamizu Arisawa et illustrée par Kanna Wakatsuki.                   |
| 2007  | Magical Girl Lyrical Nanoha StrikerS     | 1er avril 2007         | 23 septembre 2007      | 26       | Suite de Magical Girl Lyrical Nanoha A's.                                                                       |
| 2008  | Sekirei                                  | 2 juillet 2008         | 17 septembre 2008      | 12       | Basée sur le manga de Sakurako Gokurakuin.                                                                      |
| 2009  | White Album                              | 3 janvier 2009         | 25 décembre 2009       | 26       | Basée sur le visual novel pour adultes édité et développé par Leaf.                                             |
| 2009  | Asura Cryin'                             | 2 avril 2009           | 25 juin 2009           | 13       | Basée sur la série de light novel écrite par Gakuto Mikumo et illustrée par Nao Watanuki.                       |
| 2009  | Asura Cryin' 2                           | 3 octobre 2009         | 26 décembre 2009       | 13       | Suite d'Asura Cryin'.                                                                                           |
| 2010  | Sekirei -Pure engagement-                | 4 juillet 2010         | 26 septembre 2010      | 13       | Suite de Sekirei.                                                                                               |
| 2011  | Dog Days                                 | 2 avril 2011           | 25 juin 2011           | 13       | Projet original avec un concept initial de Masaki Tsuzuki.                                                      |
| 2012  | Dog Days'                                | 7 juillet 2012         | 29 septembre 2012      | 13       | Suite de Dog Days.                                                                                              |
| 2013  | Mushibugyō (ja)                          | 8 avril 2013           | 30 septembre 2013      | 26       | Basée sur le manga de Hiroshi Fukuda.                                                                           |
| 2014  | Trinity Seven                            | 8 octobre 2014         | 24 décembre 2014       | 12       | Basée sur le manga écrit par Kenji Saitō et dessiné par Akinari Nao.                                            |
| 2015  | Dog Days''                               | 11 janvier 2015        | 29 mars 2015           | 12       | Suite de Dog Days'.                                                                                             |
| 2015  | Magical Girl Lyrical Nanoha ViVid (en)   | 3 avril 2015           | 19 juin 2015           | 12       | Supervision de la production d'A-1 Pictures ; projet faisant partie de la franchie Magical Girl Lyrical Nanoha. |
| 2016  | Ooya-san wa shishunki! (ja)              | 10 janvier 2016        | 27 mars 2016           | 12       | Basée sur le yonkoma de Rurū Minase.                                                                            |
| 2016  | ViVid Strike! (ja)                       | 2 octobre 2016         | 18 décembre 2016       | 12       | Série dérivée de Magical Girl Lyrical Nanoha ViVid.                                                             |
| 2016  | Idol Memories (en)                       | 3 octobre 2016         | 19 décembre 2016       | 12       | Projet original hybride sur un concept du développeur de jeux mobiles chinois Happy Elements.                   |
| 2018  | Basilisk: The Ōka Ninja Scrolls          | 9 janvier 2018         | 19 juin 2018           | 24       | Basée sur le manga de Masaki Segawa.                                                                            |
| 2018  | Dances with the Dragons (ja)             | 6 avril 2018           | 22 juin 2018           | 12       | Basée sur la série de light novel écrite par Labo Asai et illustrée par Miyagi.                                 |
| 2019  | Bermuda Triangle: Colorful Pastrale (en) | 12 janvier 2019        | 30 mars 2019           | 12       | Série dérivée de Cardfight!! Vanguard.                                                                          |
| 2020  | Arte                                     | 4 avril 2020           | 20 juin 2020           | 12       | Basée sur le manga de Kei Ōkubo.                                                                                |
| 2020  | Tonikaku Kawaii: Fly Me to the Moon      | 3 octobre 2020         | 19 décembre 2020       | 12       | Basée sur le manga de Kenjirō Hata.                                                                             |
| 2021  | Blue Period                              | 2 octobre 2021         | 18 décembre 2021       | 12       | Basée sur le manga de Tsubasa Yamaguchi.                                                                        |
| 2024  | Demon Slave                              | 4 janvier 2024         | 21 mars 2024           | 12       | Basée sur le manga de Yōhei Takemura et Takahiro.                                                               |
| 2024  | Failure Frame (en)                       | 4 juillet 2024         | 26 septembre 2024      | 12       | Basée sur la série de light-novel écrite par Shinozaki Kaoru et illustrée par KWKM                              |

### ONA
- Saga-ken o meguru Animation (佐賀県を巡るアニメーション?), production de 2 courts-métrages promotionnelles pour la préfecture de Saga[12],[13] :
  - Yakusoku no Utsuwa: Arita no Hatsukoi (2016)
  - Fuyu no Chikai, Natsu no Matsuri: Takeoshi no Dai-Kusunoki (2016)
  - Tonikaku Kawaii : high school days[14]

### OAV
- Triangle Heart: Sweet Songs Forever (ja) (2002-2004)
- Sekirei (2008)
- Sekirei -Pure engagement- (2010)
- Jōjū senjin!! Mushibugyō (ja) (2014-2015)
- Trinity Seven (2015)
- Majestic Prince: Mirai e no tsubasa (en) (2016) (coproduite avec Orange[15])

### Films
- Inukami! The Movie: Tokumei Reiteki Sōsakan Karina Shirō! (2007)
- Magical Girl Lyrical Nanoha Le Film (2010)
- Magical Girl Lyrical Nanoha Le Film 2 (2012)
- Majestic Prince: Kakusei no idenshiko (en) (2016) (coproduite avec Orange[15])
- Trinity Seven the Movie: Eternity Library & Alchemic Girl (2017)
- Magical Girl Lyrical Nanoha: Reflection (2017)
- Magical Girl Lyrical Nanoha: Detonation (2018)
- Trinity Seven the Movie: Heavens Library & Crimson Lord (2019)